# Дембіни (Опольський повіт)
Дембіни (пол. Dębiny) — село в Польщі, у гміні Ополе-Любельське Опольського повіту Люблінського воєводства.
Населення — 171 особа (2011).

## Демографія
Демографічна структура станом на 31 березня 2011 року:
|          | Загалом | Допрацездатний вік | Працездатний вік | Постпрацездатний вік |
| -------- | ------- | ------------------ | ---------------- | -------------------- |
| Чоловіки | 87      | 18                 | 64               | 5                    |
| Жінки    | 84      | 20                 | 49               | 15                   |
| Разом    | 171     | 38                 | 113              | 20                   |